# Cordylus oelofseni
Cordylus oelofseni là một loài thằn lằn trong họ Cordylidae. Loài này được Mouton & Van Wyk mô tả khoa học đầu tiên năm 1990.